# Sula Bassana
Sula Bassana, bürgerlich Dave Schmidt (* 27. Januar 1968 in Berlin) ist ein deutscher Multiinstrumentalist der in der Space-Psychedelic-Szene aktiv ist. Seine Releases gehen von Experimentell über Progressiv, Psychedelic, Space, Jam, Kraut, Acid, Neo- und Postrock bis zu Elektronikklängen.
Er gründete 2006 mit Sulatron-Records sein eigenes Label und veröffentlichte über 100 Releases.

## Werdegang
Sula Bassana wuchs in Berlin auf und betrat die Bühne erstmals 1985 als Keyboarder des elektronischen Duos Solaris. Es folgten mehrere elektronische Duos und Trios. Mitte der 1990er Jahre betrat er als Mitglied der Liquid Visions die Psychedelic-Szene. An den fünf Alben, die zwischen 1998 und 2006 erschienen sind, war er als Bassist beteiligt. 1997 gründete er mit Hans-Peter Ringholz (Gitarre) und Claus Bühler (Schlagzeug) Zone Six, um spontane psychedelische Space-Rock-Trips zu kreieren. Das Bandkollektiv Zone Six besteht bis heute und hat elf Alben veröffentlicht. 1998 gründeten Andi (Growing Seeds) und Sula Bassana das Studioprojekt Weltraumstaunen, um einige exzellente Freakouts aufzunehmen. Zwei Alben wurden auf Nasoni Records veröffentlicht. Schließlich zog er 1998 nach Bayreuth, um den Platz des Schlagzeugers bei der Space-Rock-Band Growing Seeds zu besetzen. Aber Anfang 1999 beendeten sie es und er ging zurück nach Berlin. Sie veröffentlichten 1999 nur eine Vinyl-Single auf Pleitegeier-Records. Anfang 2003 verließ er Liquid Visions.
Es gab außerdem eine kleine Episode mit Ambient, Drum & Bass und einem Dub-Projekt namens Space Shuttle Pilots.
Sula Bassanas erstes Solo-Album "Dreamer" wurde 2002 auf Nasoni-Records veröffentlicht. Weitere Alben folgten. Sula Bassana spielte in mehreren Projekten mit. Eines davon war Psychedelic Monsterjam, zusammen mit Ax Genrich an der Gitarre und Mani Neumeier am Schlagzeug. Zwei Live-CDs wurden auf Sunhair Records veröffentlicht. 2003 gründete er zusammen mit Ellipopelli (ex Growing Seeds) und Julius K (ex Zone Six) das psychedelische Post-Rock-Projekt Südstern 44. Ein Album (CD und LP) auf Nasoni-Records und eine CD-R wurden von der Band veröffentlicht.
Im Spätsommer 2006 zog Sula Bassana nach Österreich und gründete sein Label Sulatron-Records. In dieser Zeit spielte Sula Bassana Gitarre in der jungen lokalen Rockband Alice Dog und startete das Bandprojekt Interkosmos. Dort spielt er bis heute mit Sergio Ceballos (Gitarre und Gesang) und Bernhard Fasching alias Pablo Carneval (Schlagzeug). Ein weiteres Kurzzeitprojekt entstand mit dem Saxophon-Zauberer Mario Rechtern und spontanen Gästen: Das Alte Haus. Sie haben eine CD-R bei einem New Yorker Jazz-Label (Tiger Asylum Records) veröffentlicht.
Ende 2009 gründete Sula Bassana mit Lulu Neudeck alias Komet Lulu (Artwork, Bass) eine neue Band namens Electric Moon. Zu Beginn spielte Sula Bassana Gitarre, Orgel und Schlagzeug. Später kam Pablo Carneval als Schlagzeuger hinzu. Sie spielten ihre erste Show auf dem Duna Jam Festival in Italien (2010). Electric Moon veröffentlichte viele Alben und spielte auf Konzerten in Europa.
Ende 2010 zog er zurück nach Deutschland.
Im Jahr 2012 gründeten Komet Lulu, Modulfix (von Zone Six), Rainer Neeff (The Pancakes, Zone Six), Onkel Kaktus und Sula Bassana ein neues Projekt namens Krautzone. Sie haben bisher drei Alben auf Vinyl und eine Doppel-CD veröffentlicht. Sie erhielten gute Kritiken für ihren echten Krautrock-Stil. Das Projekt Krautzone hat nie live gespielt.
Als Gitarrist und Bassist spielte er einige Gigs mit dem Oresund Space Collective in Deutschland und Norwegen.
Außerdem jammte er auf der Bühne mit folgenden Bands und Musikern: Gas Giant, Circle, Nik Turner (Hawkwind), Huw Lloyd-Langton (Hawkwind), Damo Suzuki (Can), Keiji Miashita, The Movements, Electric Orange, Niagara Gain, Spheric Lounge, Annot Rhül und Mitgliedern von Seid.
Sula Bassana spielte mit seinen Bands und Projekten hauptsächlich in Deutschland, aber auch in Österreich, Spanien, der Schweiz, den Niederlanden, Belgien, Dänemark, Schweden, Norwegen, Ungarn, Rumänien, Kroatien, Slowenien, Italien, England, Wales, Portugal, Frankreich, Griechenland, Tunesien und der Tschechischen Republik.
2021 erschien mit "Loop Station Drones" ein neues Studioalbum des Musikers. Ausgestattet mit Gitarre, Effektpedalen, Loopstations, Gitarrenverstärkern, einer mit den Loops synchronisierbaren Rhythmusmaschine, einer DDR-Orgel, sowie zwei Synthesizern präsentiert er dabei auf dem von EROC abgemischten Album sieben Tracks an der Schnittstelle zu Elektronica, Psychedelia und Experimental / Drone; welche er an drei Abenden komponiert und aufgenommen hat.

„Diese Platte ist, im besten Sinne des Wortes gemeint, alte Elektro-Krautrock-Schule. Die unsterblichen Neu! werden revitalisiert, auch Harmonia oder die frühen Amon Düül II begehren Einlass, bei den ruhigeren Sequenzen schon mal Popol Vuh.“

2022 trat Sula Bassana aus der Band Electric Moon aus und widmet sich weiterhin seinen anderen Musik-Projekten.

## Diskografie
Solo Veröffentlichungen (Sula Bassana):
- Dreamer (2002)
- Endless winter (2006)
- Silent music (2009)
- The Night (2009)
- Kosmonauts (2010)
- Brainwash (Sula Bassana & Modulfix 2010)
- Dark Days (2012)
- Disappear/ split LP with 3AM (2014)
- Live at the Roadburn Festival 2014 (2015)
- Shipwrecked (2016)
- Organ Accumulator (2017)
- The Ape Regards His Tail - Original Soundtrack (2017)
- Retronique/ split LP with Vibravoid (2020)
- Unreleased Tracks (from The Box) (2020)
- CV Sessions (2020)
- Loop Station Drones (2021)